# Nordirische Fußballnationalmannschaft/Europameisterschaften
Der Artikel beinhaltet eine ausführliche Darstellung der nordirischen Fußballnationalmannschaft der Männer bei Europameisterschaften und den Qualifikationen dazu. Nordirland nahm 2016 zum ersten Mal an der Endrunde zur Europameisterschaft teil, wo die Mannschaft die Vorrunde überstand, aber im Achtelfinale unglücklich ausschied.

## Übersicht
Nordirland konnte sich erstmals im Oktober 2015 für die 2016 stattgefundene Endrunde zur Europameisterschaft qualifizieren.
| Jahr | Gastgeberland           | Teilnahme bis …    | Letzte(r) Gegner | Ergebnis | Trainer         | Bemerkungen und Besonderheiten |
| ---- | ----------------------- | ------------------ | ---------------- | -------- | --------------- | --- |
| 1960 | Frankreich              | nicht teilgenommen |                  |          |                 | |
| 1964 | Spanien                 | nicht qualifiziert |                  |          |                 | im Achtelfinale am späteren Europameister Spanien gescheitert |
| 1968 | Italien                 | nicht qualifiziert |                  |          |                 | in der Qualifikation an Weltmeister England gescheitert. |
| 1972 | Belgien                 | nicht qualifiziert |                  |          |                 | in der Qualifikation am späteren Vizeeuropameister Sowjetunion gescheitert. |
| 1976 | Jugoslawien             | nicht qualifiziert |                  |          |                 | in der Qualifikation am späteren Ausrichter Jugoslawien gescheitert. |
| 1980 | Italien                 | nicht qualifiziert |                  |          |                 | in der Qualifikation an England gescheitert |
| 1984 | Frankreich              | nicht qualifiziert |                  |          |                 | in der Qualifikation aufgrund der schlechteren Tordifferenz an Titelverteidiger Deutschland gescheitert |
| 1988 | BR Deutschland          | nicht qualifiziert |                  |          |                 | in der Qualifikation an England gescheitert |
| 1992 | Schweden                | nicht qualifiziert |                  |          |                 | in der Qualifikation an Jugoslawien und Dänemark gescheitert, das zunächst auch nicht qualifiziert war, dann aber für die Jugoslawen nachnominiert wurde und den Titel gewann.                                                                                              |
| 1996 | England                 | nicht qualifiziert |                  |          |                 | in der Qualifikation an Portugal und Irland gescheitert, das sich aber auch nicht qualifizieren konnte. |
| 2000 | Niederlande und Belgien | nicht qualifiziert |                  |          |                 | in der Qualifikation an Titelverteidiger Deutschland und der Türkei gescheitert. |
| 2004 | Portugal                | nicht qualifiziert |                  |          |                 | in der Qualifikation am späteren Europameister Griechenland und Spanien gescheitert. |
| 2008 | Österreich und Schweiz  | nicht qualifiziert |                  |          |                 | in der Qualifikation am späteren Europameister Spanien und Schweden gescheitert. |
| 2012 | Polen und Ukraine       | nicht qualifiziert |                  |          |                 | in der Qualifikation an Italien und Estland gescheitert, das sich aber auch nicht qualifizieren konnte. |
| 2016 | Frankreich              | Achtelfinale       | Wales            | 16.      | Michael O’Neill | Mit einem Sieg gegen die Ukraine, bei Niederlagen gegen Deutschland und Polen als einer der besten Gruppendritten für die K.-o.-Runde qualifiziert. Achtelfinalaus durch ein Eigentor.                                                                                      |
| 2021 | Europa                  | nicht qualifiziert |                  |          |                 | Nordirland stellte keine Spielstätte für die Endrunde. In der Qualifikation belegte Nordirland nur den dritten Platz hinter Deutschland und den Niederlanden, hatte aber noch die Chance sich über die Playoffs zu qualifizieren, wo sie im Finale der Slowakei unterlagen. |
| 2024 | Deutschland             | nicht qualifiziert |                  |          |                 | Nordirland schied in der Qualifikation als Gruppenfünfter hinter Dänemark, Slowenien, Finnland und Kasachstan aus. |

## Endrunden mit vier Teilnehmern

### EM 1960
An der ersten Fußball-Europameisterschaft 1960, die noch als „Europapokal der Nationen“ ausgetragen wurde, wollte Nordirland wie die anderen britischen Verbände nicht teilnehmen.

### EM 1964
Vier Jahre später wollten schon mehr Mannschaften als 1960 teilnahmen, darunter auch die von Bertie Peacock trainierten Nordiren. Daher wurde eine Vorrunde vorgeschaltet. Nordirland musste gegen Polen antreten und gewann das Auswärtsspiel am 10. Oktober 1962 mit 2:0. Den ersten Qualifikationsstreffer für die Nordiren erzielte Derek Dougan. Da auch das Heimspiel sieben Wochen später mit 2:0 gewonnen wurde, standen die Nordiren im Achtelfinale. Hier schied Nordirland gegen Spanien aus, das dann im Viertelfinale auch die Republik Irland ausschaltete und als Ausrichter der Endrunde erstmals den Titel gewann.

### EM 1968
Für die Fußball-Europameisterschaft 1968 wurden in der Qualifikation erstmals Gruppenspiele angesetzt. Nordirland musste gegen den frisch gebackenen Weltmeister England sowie die beiden anderen britischen Mannschaften antreten und die EM-Qualifikation galt dann gleichzeitig als British Home Championship. Nordirland verlor zum Auftakt das Heimspiel gegen England und in Schottland, erreichte dann ein torloses Remis gegen Wales, wonach die Amtszeit von Peacock als Teammanager endete. Sein Nachfolger wurde Billy Bingham und unter ihm gewannen die Nordiren das Heimspiel gegen Schottland. Da aber die beiden anderen Spiele verloren wurden, reichte es nur zum letzten Gruppenplatz. Bingham blieb zunächst im Amt, scheiterte dann zwar auch in der Qualifikation für die WM 1970, erhielt aber für die EM 1972 eine weitere Chance. Gruppensieger England hatte am Ende auch durch den Sieg der Nordiren gegen Schottland einen Punkt mehr als die Schotten und war für das Viertelfinale qualifiziert. Hier trafen sie auf Titelverteidiger Spanien und setzten sich mit zwei Siegen durch, womit sie für die Endrunde der besten Vier qualifiziert waren, wo sie mit dem dritten Platz ihr bisher bestes EM-Ergebnis erreichten.

### EM 1972
Vier Jahre später trafen die Nordiren in der Qualifikation auf die beiden Ex-Europameister Spanien und Sowjetunion sowie Zypern. Die Nordiren gewannen nur beide Spiele gegen Zypern, erreichten in den Heimspielen gegen die beiden Ex-Europameister aber zwei 1:1-Unentschieden, wogegen die Auswärtsspiele gegen beide verloren wurden. Damit landete Nordirland vor den Zyprioten, die alle Spiele verloren auf dem dritten Platz. Begonnen hatte sie die Qualifikation noch unter Billy Bingham, ihn löste aber nach nur drei Spielen Terry Neill ab, der den Posten neben seiner eigentlichen Tätigkeit bei Hull City übernahm. Er konnte zwar das Ruder nicht mehr rumreißen, betreute die Nationalmannschaft aber weiterhin neben seinem Job bei Hull City und später Tottenham Hotspur. Gruppensieger Sowjetunion setzte sich im Viertelfinale gegen Jugoslawien durch und erreichte anschließend das Finale der Endrunde, war dort aber chancenlos gegen Deutschland.

### EM 1976
1976 wurde die Endrunde letztmals mit vier Mannschaften ausgetragen, Nordirland scheiterte in der Gruppenphase an Jugoslawien und konnte nur die beiden skandinavischen Mannschaften Schweden und Norwegen hinter sich lassen. Die Nordiren begannen mit zwei Auswärtsspielen, wobei sie das erste in Norwegen verloren, dann aber in Schweden gewannen, das bei der WM 1974 noch zu den acht besten Mannschaften gehörte. Und auch das Heimspiel gegen die Jugoslawen, die bei der WM 1974 ebenfalls zu den acht besten Mannschaften gehörten, wurde gewonnen. In der zweiten Hälfte der Qualifikation lief es dann genau andersherum, so dass die Nordiren am Ende mit je drei Siegen und Niederlagen Gruppenzweiter wurden. Mit dem Aus in der Qualifikation endete die Amtszeit von Terry Neill, ihn beerbte Dave Clements, der aber nur bis Mai 1976 im Amt blieb. Jugoslawien setzte sich dann im Viertelfinale gegen Wales durch und durfte die Endrunde ausrichten, konnte den Heimvorteil aber nicht nutzen und verlor beide Spiele.

## Endrunden mit acht Teilnehmern

### EM 1980
Vier Jahre später traf Nordirland, das seit 1976 von Danny Blanchflower trainiert wurde, der auch noch den FC Chelsea coachte, dann in der Qualifikation für die Europameisterschaft in Italien, die erstmals mit acht Mannschaften ausgetragen wurde, auf England sowie Irland, Bulgarien und Dänemark. Nordirland gewann vier Spiele, spielte einmal remis und verlor drei Spiele, diese aber deutlich (1:5 im Heimspiel gegen England sowie jeweils mit 0:4 in Dänemark und England) und wurde damit mit deutlichem Abstand Zweiter hinter England, das damit für die Endrunde qualifiziert war. Mit dem Aus in der Qualifikation endete auch die Amtszeit von Danny Blanchflower sowohl bei der Nationalmannschaft als auch den Londonern. Es waren seine einzigen Managerstationen. Ihm folgte Billy Bingham, einer seiner Vorgänger, der 14 Jahre im Amt blieb und Nordirland zu zwei Weltmeisterschaften führte.

### EM 1984
In der Qualifikation für die EM 1984 in Frankreich mussten die Nordiren, die 1982 zum zweiten Mal an einer WM teilgenommen hatte, in Gruppe 6 gegen Titelverteidiger Deutschland sowie Österreich, die Türkei und Albanien antreten. Nordirland verlor gleich das erste Spiel gegen Österreich und verspielte damit die Qualifikation. Zwar wurden dann beide Spiele gegen den Titelverteidiger gewonnen, aber am Ende waren beide punktgleich. Die Deutschen hatten aber die bessere Tordifferenz und waren damit Gruppensieger. Hätte wie bei späteren Qualifikationen der direkte Vergleich gegolten, wären die Nordiren erstmals qualifiziert gewesen. Immerhin gelang ihnen dann die Qualifikation für die WM 1986, die aber bis 2016 die letzte Teilnahme an einem großen Turnier blieb. Deutschland konnte bei der EM-Endrunde seinen Titel aber nicht verteidigen und scheiterte erstmals bei einem Turnier in der Gruppenphase.

### EM 1988
In der Qualifikation für die Europameisterschaft in Deutschland trafen die Nordiren auf alte Bekannte: England, Jugoslawien und die Türkei. Die Nordiren konnten aber nicht an die guten Ergebnisse der vorherigen Qualifikation anknüpfen, erzielten nur zwei Tore und gewannen nur das letzte Spiel gegen die Türkei, womit sie aber noch vor den Türken Gruppendritter wurden. Gruppensieger wurde England, das aber bei der Endrunde in der Gruppenphase ausschied.

### EM 1992
In der Qualifikation für die EM 1992 traf Nordirland dann wieder auf Jugoslawien, sowie die Dänemark, Österreich und die Färöer, die erstmals teilnahmen und überraschend ihr erstes Pflichtspiel gegen Österreich gewannen. Die Nordiren konnten in den ersten fünf Spielen nur drei Remis erzielen und gewannen erst das sechste und siebte Spiel. Zwar wurde dann das letzte Spiel wieder verloren, dies hatte aber für die Platzierung keine Bedeutung mehr. Als Gruppendritter hinter Jugoslawien und Dänemark waren sie ausgeschieden. Die eigentlich ebenfalls ausgeschiedenen Dänen wurden kurz vor der EM für die aufgrund von UN-Sanktionen wegen der Jugoslawienkriege ausgeschlossenen Jugoslawen nachnominiert und gewannen ohne große Vorbereitung sensationell den Titel.

## Endrunden mit 16 Teilnehmern

### EM 1996
Für die EM 1996 in England, die erstmals mit 16 Mannschaften ausgetragen wurde, mussten sich die nun von Bryan Hamilton trainierten Nordiren gegen Portugal, Irland, Österreich, sowie Lettland und Liechtenstein qualifizieren, die erstmals teilnahmen. Die Nordiren konnten von ihren Heimspielen nur die Spiele gegen Liechtenstein und Österreich gewinnen, verloren aber daheim die anderen drei Spiele. Auswärts wurde dagegen kein Spiel verloren, neben drei Siegen gab es zwei Unentschieden. Sie waren punktgleich mit dem südlichen Nachbarn, belegten aber der schlechteren Tordifferenz wegen nur den dritten Platz. Gruppensieger Portugal war für die EM-Endrunde qualifiziert, die Iren schieden im Playoffspiel der beiden schlechtesten Gruppenzweiten gegen die Niederländer aus.

### EM 2000
Für die EM 2000 mussten die nun von Lawrie McMenemy gemanagten Nordiren sich in einer Gruppe mit Titelverteidiger Deutschland, der Türkei, Finnland und Moldawien auseinandersetzen. Die Nordiren konnten nur das Heimspiel gegen Finnland gewinnen und gegen Moldawien zwei Remis erreichen. Alle anderen Spiele wurden verloren, und damit reichte es nur zum vorletzten Platz in der Gruppe. Gruppensieger Deutschland scheiterte bei der Endrunde zum zweiten Mal als Titelverteidiger in der Vorrunde. Nach der verpassten Qualifikation trat McMenemy als Teammanager zurück, ihn löste Sammy McIlroy ab, der aber die WM 2002 verpasste.

### EM 2004
Die Qualifikation für die EM 2004 verlief für Nordirland noch schlechter. In einer Gruppe mit Griechenland, Spanien, der Ukraine und Armenien gelangen nur drei Remis. Da die anderen fünf Spiele verloren wurden, schlossen die Nordiren die Qualifikation erstmals seit 1968 wieder als Gruppenletzter ab. Damit trat McIlroy als Manager zurück.

### EM 2008
Vier Jahre später musste sich Nordirland, das nun von Lawrie Sanchez gecoacht wurde, für die nächste EM gegen Spanien, Schweden, Dänemark, Lettland, Island und Liechtenstein qualifizieren. Die Nordiren verloren zwar das Auftaktspiel daheim gegen Island deutlich mit 0:3, gewannen dann aber mit 3:2 gegen Spanien und blieben auch in den folgenden fünf Spielen ohne Niederlage. Von den restlichen fünf Spielen konnte aber nur noch eins gewonnen werden aber drei wurden verloren. Damit reichte es am Ende nur zu Platz 3. Immerhin stellte David Healy, der 13 der 17 nordirischen Tore erzielt hatte, einen neuen Torrekord auf, der erst acht Jahre später vom Polen Robert Lewandowski eingestellt werden sollte. Spanien als Gruppensieger und Schweden als Zweiter fuhren zur EM-Endrunde, wo sie in der Gruppenphase erneut aufeinander trafen und die Spanier am Ende zum zweiten Mal den Titel gewannen. Mit der verpassten Qualifikation endete auch die Amtszeit von Sanchez, der schon einen Vertrag mit dem FC Fulham in der Tasche hatte. Nachfolger wurde Nigel Worthington, der zuvor interimsweise Trainer beim englischen Zweitligisten Leicester City war.

### EM 2012
Vier Jahre später konnten sich die Nordiren wieder nicht qualifizieren. In einer Grupe mit Italien, Estland, Serbien, Slowenien und den Färöer starteten sie zwar mit einem 1:0-Sieg in Slowenien, danach gelang aber nur noch ein Sieg im Heimspiel gegen die Färöer. Damit reichte es nur zum vorletzten Platz und die Amtszeit von Worthington war damit beendet. Gruppensieger ohne Niederlage wurden die Italiener, die dann bei der Endrunde auch das Finale erreichten, dieses aber gegen Titelverteidiger Spanien deutlich verloren. Die auf dem zweiten Platz gelandeten Esten scheiterten in den Playoffs der Gruppenzweiten an Irland.

## Endrunden mit 24 Teilnehmern

### EM 2016

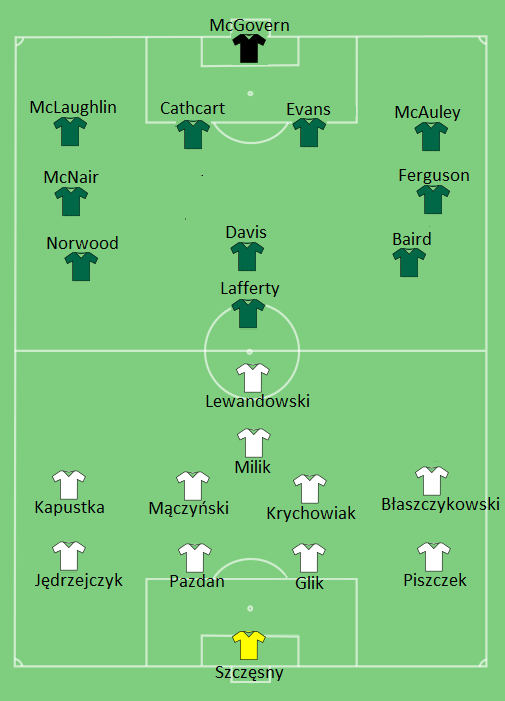
Startaufstellungen beim ersten EM-Spiel der Nordiren gegen Polen

An der EM nehmen erstmals 24 Mannschaften teil. Für die Auslosung der Qualifikationsgruppen, die am 23. Februar 2014 erfolgte, war Nordirland nur in Topf 5 gesetzt und wurde der Gruppe mit der Ex-Europameister Griechenland zugelost. Weitere Gegner waren Rumänien, Ungarn, Finnland und wieder die Färöer.
Nordirland, das seit 2011 von Michael O’Neill trainiert wurde und unter ihm in der Qualifikation für die WM 2014 nur ein Spiel gewonnen hatte, war eine der Überraschungen der Qualifikation. Die Nordiren begannen die Qualifikation mit zwei Auswärtssiegen und einem Heimsieg, verloren dann zwar in Rumänien aber danach kein Spiel mehr. Mit einem 3:1 im vorletzten Spiel gegen Griechenland qualifizierten sie sich vorzeitig und damit erstmals für die EM-Endrunde. Zu ihnen gesellten sich am letzten Spieltag noch die Rumänen, während Ungarn nur noch die Chance hat sich über die Playoffs der Gruppenzweiten für die Endrunde zu qualifizieren. Da sich auch England sowie erstmals Wales qualifizierte, nehmen zum ersten Mal drei britische Mannschaften an einer EM-Endrunde teil. Die letzte Teilnahme von drei britischen Mannschaften bei einem großen Turnier gab es bei der WM 1986, als sich England, Nordirland und Schottland qualifizierten. Für die Gruppenauslosung am 12. Dezember 2015 war Nordirland mit dem schlechtesten UEFA-Koeffizienten aller Teilnehmer Topf 4 zugeordnet. Die Nordiren wurden in Gruppe C mit Weltmeister Deutschland, Polen und der Ukraine gelost. In ihrem ersten EM-Spiel unterlagen sie mit einer rein defensiven Taktik den Polen mit 0:1. Im zweiten Spiel gegen die Ukraine, die ihr Auftaktspiel mit Deutschland mit 0:2 verloren hatte, gingen sie in der 49. Minute durch Gareth McAuley mit 1:0 in Führung. In der siebten Minute der Nachspielzeit gelang dann Niall McGinn noch ein weiteres Tor zum 2:0-Endstand. Damit gewann Nordirland erstmals seit dem 1:0 gegen Gastgeber Spanien bei der WM 1982 wieder ein Sieg bei einem großen Fußballturnier. Trotz der folgenden Niederlage gegen Deutschland ist Nordirland als einer der vier besten Gruppendritten für die K.-o.-Runde qualifiziert. Im Achtelfinale treffen sie nun auf die Waliser, die in ihrer Gruppe den ersten Platz vor England belegten. In einem zerfahrenen Spiel unterlief Gareth McAuley in der 75. Minute ein Eigentor, das nicht mehr ausgeglichen werden konnte.

### EM 2021
Für die erste paneuropäische EM-Endrunde hatte sich Nordirland nicht um die Ausrichtung von Spielen beworben. In der Qualifikation, an der auch die Ausrichter von Endrundenspielen teilnehmen mussten, hatten es die Nordiren mit Deutschland, der Niederlande, Belarus und Estland zu tun. Die Nordiren begannen mit je zwei Siegen gegen die Osteuropäer und führten nach der Hälfte der Spiele die Tabelle an. Dann verloren sie aber daheim gegen Deutschland mit 0:2 und in den Niederlanden nach 1:0-Führung durch zwei Tore in der Nachspielzeit mit 1:3. Da sie auch das Heimspiel gegen die Niederländer nicht gewinnen konnten und sich torlos trennten, hatten sie schon vor dem letzten Spiel in Deutschland keine Chance mehr sich direkt zu qualifizieren und verloren dort auch noch mit 1:6 – die höchste Niederlage der Nordiren in einem EM-Qualifikationsspiel. Sie hatten aber noch die Möglichkeit über die Playoffs der UEFA Nations League 2018/19 einen Startplatz zu erspielen. Dabei mussten sie zunächst im Oktober 2020 in Bosnien und Herzegowina antreten und gewannen dort durch Elfmeterschießen. Die Nordiren hatten dann Heimrecht gegen die Slowakei, den Sieger des Spiels gegen Irland. Sie gerieten früh in Rückstand, nutzten dann zwei Minuten vor dem Spielende ein Eigentor der Slowaken zum Ausgleich, so dass es zur Verlängerung kam, in der sie dann aber ein weiteres Gegentor hinnehmen mussten, das sie nicht mehr ausgleichen konnten. Damit waren sie die einzige Mannschaft des Vereinigten Königreichs, die sich nicht qualifizieren konnte.

### EM 2024
Für die zweite EM in Deutschland konnten sich die Nordiren auch nicht qualifizieren. In einer Gruppe mit Dänemark, Slowenien, Finnland, Kasachstan und San Marino belegten sie nur den fünften Platz. Lediglich die Spiele gegen San Marino und das letzte gegen schon qualifizierte Dänen konnten die Nordiren gewinnen. Da sie in der UEFA Nations League 2022/23 in Liga C2 auch nur Dritte wurden, war ihnen der Weg über die Play-offs verbaut.

## Spieler mit den meisten Toren bei Europameisterschaften
| Tore | Spieler        | Jahr (Tore) |
| ---- | -------------- | ----------- |
| 1    | Gareth McAuley | 2016 (1)    |
|      | Niall McGinn   | 2016 (1)    |

Stand: 25. Juni 2016

## Anteil der im Ausland spielenden Spieler im EM-Kader
Bei der ersten Teilnahme stand kein Spieler im Kader, der in Nordirland spielt.
| Jahr (Spiele) | Anzahl (Länder)                                      | Spieler (Einsätze) |
| ------------- | ---------------------------------------------------- | --- |
| 2016 (4)      | 23 (1 in Australien, 18 in England, 4 in Schottland) | Aaron Hughes (3); Chris Baird (1), Roy Carroll, Craig Cathcart (4), Stuart Dallas (4), Steven Davis (4), Corry Evans (3), Jonny Evans (4), Shane Ferguson (1), Will Grigg, Lee Hodson, Kyle Lafferty (3), Gareth McAuley (4), Luke McCullough, Conor McLaughlin (1), Paddy McNair (2), Oliver Norwood (4), Jamie Ward (4), Conor Washington (4); Josh Magennis (3), Alan Mannus, Michael McGovern (4), Niall McGinn (3) |

Stand: 25. Juni 2016

## Spiele
| Alle EM-Spiele |               |           |             |       |                               |              |             |
| Nr.            | Datum         | Ergebnis  | Gegner      | A/H/* | Austragungsort                | Anlass       | Bemerkungen |
| 1              | 12. Juni 2016 | 0:1 (0:0) | Polen       | *     | Nizza (FRA)                   | Gruppenspiel |             |
| 2              | 16. Juni 2016 | 2:0 (0:0) | Ukraine     | *     | Décines-Charpieu (Lyon) (FRA) | Gruppenspiel |             |
| 3              | 21. Juni 2016 | 0:1 (0:1) | Deutschland | *     | Paris (FRA)                   | Gruppenspiel |             |
| 4              | 25. Juni 2016 | 0:1 (0:0) | Wales       | *     | Paris (FRA)                   | Achtelfinale |             |